# 절러센트그로트구

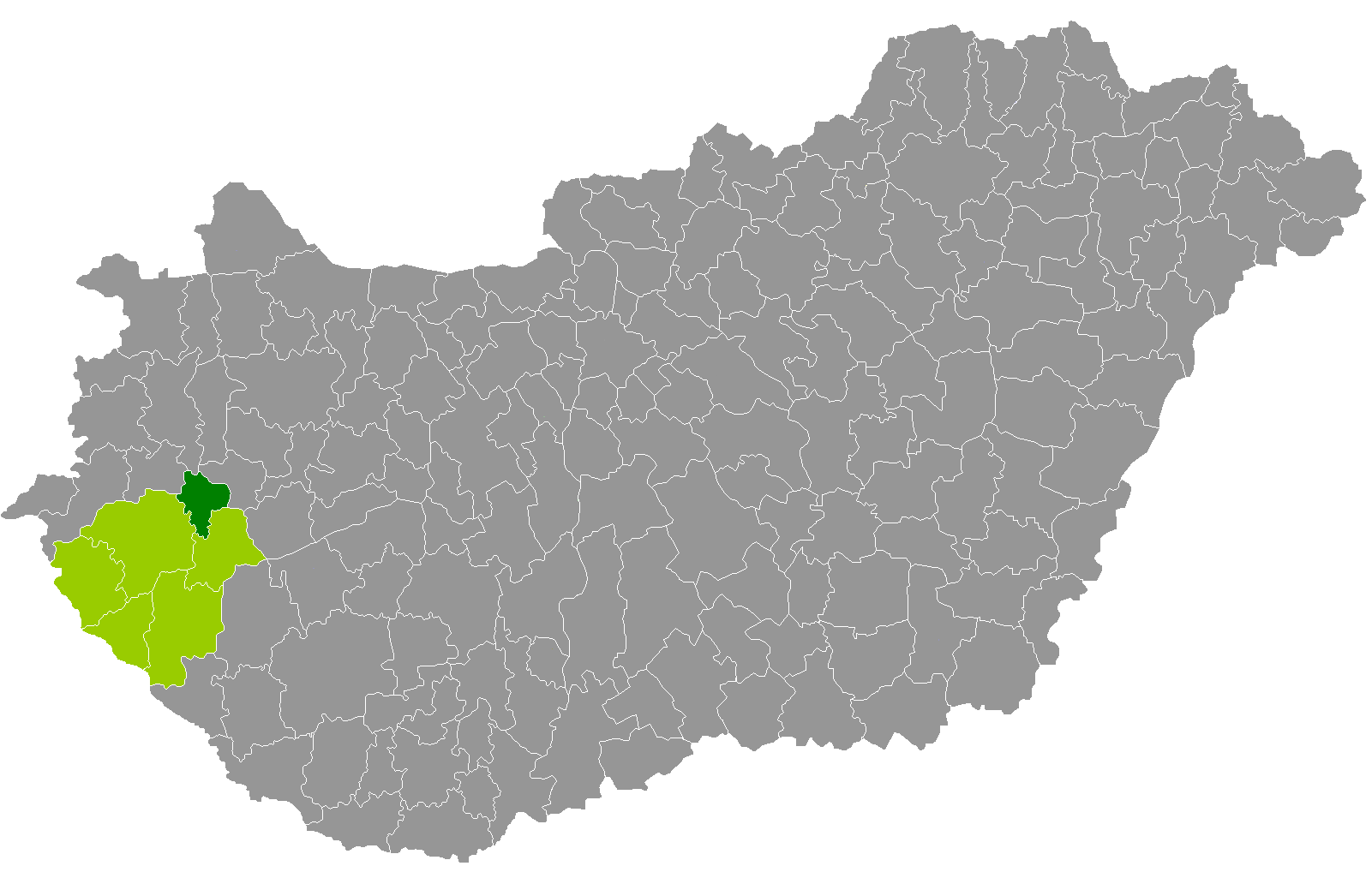
절러주 지도에 표시된 절러센트그로트구의 위치

절러센트그로트구(헝가리어: Zalaszentgróti járás)는 헝가리 절러주에 위치한 구로 구청 소재지는 절러센트그로트이며 면적은 282.56km2, 인구는 15,509명(2011년 기준), 인구 밀도는 55명/km2이다.
북쪽으로는 버시주 샤르바르구, 북동쪽으로는 베스프렘주 쉬메그구, 남동쪽으로는 케스트헤이구, 남서쪽으로는 절러에게르세그구, 서쪽으로는 버시주 버슈바르구와 접한다. 20개 지방 자치체(1개 시, 19개 마을)를 관할한다.

구 문장